# 大キングコング 情熱!しゃべり隊!!
大キングコング 情熱!しゃべり隊!!（だい- じょうねつ!しゃべりたい!!）は、読売テレビ（ytv）で2007年4月から2009年3月まで毎月最終土曜日深夜（日曜日未明）の0時50分～1時45分（JST、特別番組等の編成により遅延の場合もある）に放送されたトークバラエティ番組。
キングコングにとって、読売テレビ初の冠番組である。字幕放送・ハイビジョン制作。また、大阪市の提供番組でもあり、過去にない形式の大阪市広報番組となっている。

## 番組概要
大阪及び日本が抱えているさまざまな社会問題を、西野と仕切りのもと、ゲストと梶原率いるしゃべり隊（公募で選ばれた18歳から30代までの大阪在住の男女9名）が討論するという番組。

## これまで討論したテーマ
- 大阪人ってどやねん!?（2007年4月28日）
- 働くってなんやねん!?（2007年5月26日）
- みんなやってるやん!?~公共のマナーとモラルって?~（2007年6月23日）
- 家族ってなに!?（2007年7月28日）
- あったらいいな!こんな学校!（2007年8月25日）
- いまどきのコミュニケーション!（2007年9月29日）
- 大人の常識を身につけよう！(2007年10月27日)
- 悪質商法にダマされるな!(2007年11月24日)
- 世界の人から見た大阪(2007年12月22日)
- あなたの悩みをマジで考えてみますスペシャル(2008年1月26日)
- 食べるって大切！（2008年2月23日）
- お悩み相談part2（2008年3月22日）
- 若者は今、こんなことに怒ってますSP!（2008年4月26日）
- 元気ですか!?こころとからだ（2008年5月24日）
- わたしの周りの困ったちゃん（2008年6月28日）
- 上手なほめ方、しかり方（2008年7月19日）
- いる?いらない?こんなモン（2008年8月23日）
- 秋の防災&防犯スペシャル!!（2008年9月27日）
- 食べるってホンマに大切！（2008年10月25日）
- 若者の金銭感覚（2008年11月22日）
- 年末SP！究極の2択！？あなたならどっち？（2008年12月27日）
- みんなのお悩み相談part3（2009年1月24日）
- イマドキの大人って!?（2009年2月28日）
- しゃべり隊の主張スペシャル（2009年3月28日）

## 出演者
- キングコング（西野亮廣・梶原雄太）
- 虎谷温子（読売テレビアナウンサー）
- ゲスト芸能人2人組
- 尾山憲一（読売テレビアナウンサー、ナレーション）
- イシバシハザマ（日本なにわ化計画(終了)、大阪新名所を探せ！のコーナー出演）
- スマイル（日本なにわ化計画(終了)、大阪新名所を探せ！のコーナー出演）

## スタッフ
- 構成：二宮一泰、ハスミマサオ、森
- イラスト：西野亮廣
- TD（テクニカルディレクター）：林謙一郎
- SW（スイッチャー）：前田昌彦
- カメラ：寺岡憲一
- 音声：直田輝彦
- VE（ビデオエンジニア）：三本管彰
- 照明：花岡志郎
- VTR編集：平池武志、牧原保
- MA：堀内孝太郎
- 音効：中谷奈穂子
- 美術：上田宗広
- メイク：MORE
- ディレクター：鷲見演博・宮下勝年・有泉弾（ワイズビジョン）
- 演出：八田隆（ワイズビジョン）
- プロデューサー：三輪宗滋（読売テレビ）、田中宏幸・西脇和之（ワイズビジョン）
- 観客動員管理：放送事業社
- 技術協力：トラッシュ、アーチェリープロダクション、エッグ、スタジオ アンカー、サウンドエフェクト
- 美術協力：つむら工芸、ヴイストン
- 収録スタジオ：ヨシモト∞ホール大阪
- 提供：大阪市
- 協力：吉本興業
- 制作協力：ワイズビジョン
- 制作著作：読売テレビ